# Vanuatu Post
Vanuatu Post Limited – operator pocztowy oferujący usługi pocztowe w Vanuatu. Przedsiębiorstwo powstało w 2000 roku.